# Via Albula/Bernina
Die Via Albula/Bernina ist ein 2010 eröffneter kultur- und industriehistorischer Wanderweg im Schweizer Kanton Graubünden, der dem seit 2008 als UNESCO-Welterbe klassifizierten Streckenverlauf der Albula- und der Berninabahn folgt.
Unterteilt ist der Weg in zehn Etappen, deren erste in Thusis im Domleschg beginnt und deren letzte in Tirano im Veltlin endet. Dabei erstreckt sich der Weg über 130 km und führt 5100 Hm berg- sowie 5300 Hm talwärts.

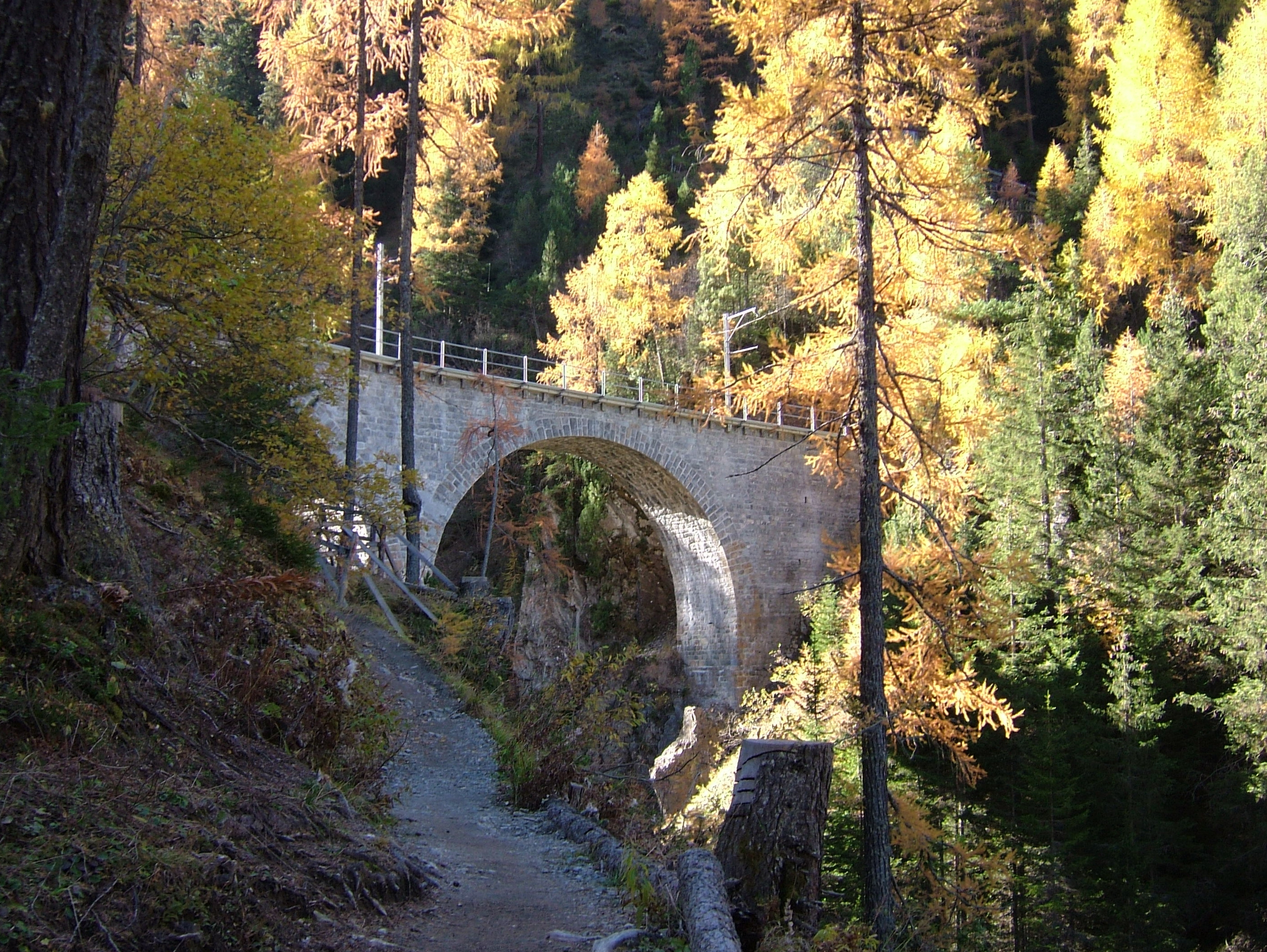
Der Wanderweg führt auf der Albulalinie mehrfach unter den Viadukten hindurch.

Die Route wird unter der Signalisationsnummer 33 (eine von 65 regionalen Routen) geführt. Die dritte und vierte Etappe ist (in Gegenrichtung) auch als «Bahnerlebnisweg Albula» (mit einem Abstecher zum Landwasserviadukt) bekannt.
Der Weg wird gleichermassen vom Kanton Graubünden und von der Rhätischen Bahn unterhalten.

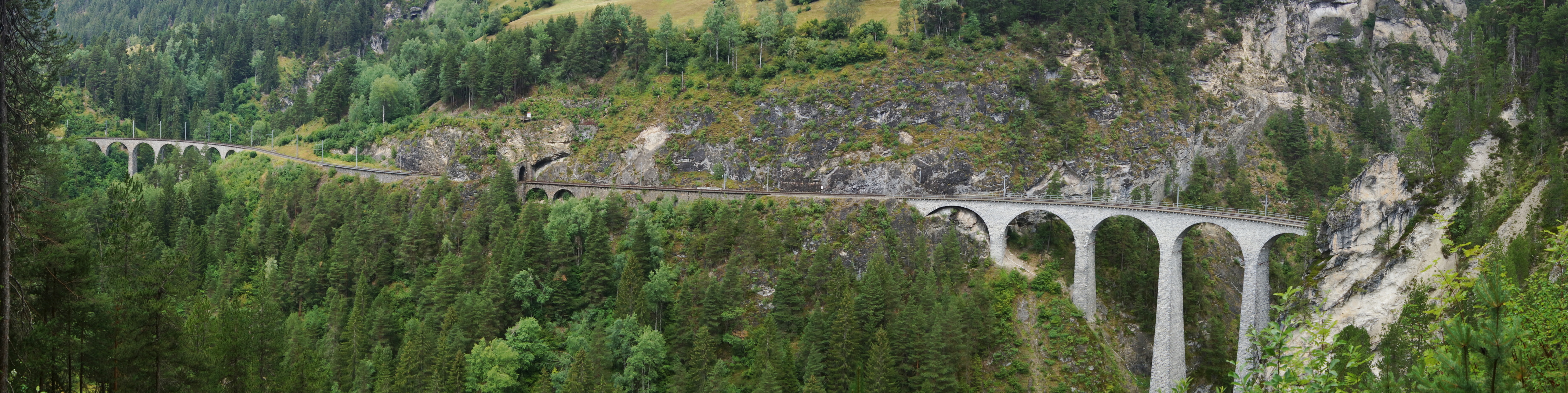
Viadukte Schmittentobel, Lehnen & Landwasser von der Aussichtsplattform Süd.

## Nachweise
1. ↑  In zehn Etappen von Thusis nach Tirano, in: Engadiner Wochenzeitung (Somedia zugehörig) vom 16. Juni 2010, S. 21.
2. ↑  Alle regionalen Routen bei SchweizMobil.